# جابو ماهلانغو
جابو ماهلانغو (بالإنجليزية: Jabu Mahlangu)‏ (مواليد 11 يوليو 1980) هو لاعب كرة قدم. يلعب مع منتخب جنوب أفريقيا لكرة القدم. سبق له أن لعب في كأس العالم لكرة القدم مع منتخب بلاده.

## روابط خارجية
- جابو ماهلانغو على موقع قاعدة بيانات كرة القدم.إي يو (الإنجليزية)
- جابو ماهلانغو على موقع ناشيونال فوتبول تيمز (الإنجليزية)
- جابو ماهلانغو على موقع عالم كرة القدم.نت (الإنجليزية)
- جابو ماهلانغو على موقع كووورة
- جابو ماهلانغو على موقع أوليمبيديا (الإنجليزية)